# 印度革命共产主义中心（马列毛）
印度革命共产主义中心（马列毛）（英语：Revolutionary Communist Centre of India (Marxist–Leninist–Maoist)，缩写为RCCCI (MLM)）是印度的一个已不存在的地下共产主义政党。该党成立于1995年。当时，印度革命共产主义中心（马列）分裂为该党和印度革命共产主义中心（毛主义）。该党的意识形态是马列毛主义。它是南亚毛主义政党和组织协调委员会的成员。